# استفتاء النزاع الإقليمي في غواتيمالا 2018
تم إجراء استفتاء حول النزاع الإقليمي مع بليز في غواتيمالا يوم الأحد 15 أبريل 2018.  تم سؤال الناخبين عما إذا كان ينبغي على الحكومة الغواتيمالية أن تطلب من محكمة العدل الدولية حسم النزاع الإقليمي في النهاية، كجزء من الالتزام الموقع في ديسمبر 2008 بين غواتيمالا وبليز. صرح نائب رئيس غواتيمالا، جافيث كابريرا، بأن بليز ستجري استفتاءها في مايو 2018، لكن بليز أصدرت بيانًا ينكر ذلك، قائلة إنها ستجري الاستفتاء بعد إجراء عملية إعادة التسجيل لضمان إجراء عملية تصويت دقيقة وعادلة. ولاحقا تم إجراء استفتاء بليز في 10 أبريل 2019.

## خلفية

الأراضي غير المتنازع عليها
الأراضي المتنازع عليها

في مايو 2015، سمحت بليز لغواتيمالا بالمضي قدماً في استفتاء يطلب من محكمة العدل الدولية أن تبت بشكل نهائي في النزاع بينهما، على الرغم من أن بليز ليست مستعدة لمثل هذا التصويت. نصت معاهدة سابقة بين البلدين على وجوب إجراء هذا التصويت في وقت واحد. كان من المتوقع في البداية أن تجري غواتيمالا استفتاء حول هذه القضية خلال الجولة الثانية من الانتخابات الرئاسية في أكتوبر 2015، لكن هذا التصويت لم يكن في الاقتراع. لم تعلن بليز بعد عن تصويتها في هذا الشأن.
أدلى الرئيس الغواتيمالي جيمي موراليس بتصريحات قوية لدعم مطالبة جواتيمالا الإقليمية منذ أمد طويل ببليز، قائلاً: «هناك شيء ما يحدث الآن، نحن على وشك خسارة بليز. لم نفقدها بعد. لا تزال لدينا إمكانية اللجوء إلى محكمة العدل الدولية حيث يمكننا محاربة تلك الأرض أو جزء من تلك الأرض.» 
في حالة تصويت السكان بـ «لا»، سيتم الاستفتاء مرة أخرى في غضون ستة أشهر، حتى يفوز بـ «نعم»، حيث يتفق البلدان على أن الطريقة الوحيدة لحل النزاع هي عن طريق محكمة العدل الدولية. تم الدعوة للاستفتاء في 23 أكتوبر 2017.

## الإدارة
في 2 أغسطس 2017، وافق الكونغرس الغواتيمالي على الاتفاق 22-2017، والذي يسمح للرئيس بأن يقدم على الفور إلى المحكمة الانتخابية العليا طلب عقد الاستفتاء. تمت الموافقة على الاتفاق بأغلبية 102 صوتًا مقابل 14 صوتًا. قدم الاتحاد الأوروبي المساعدة المالية لهذا الأمر.
عقدت حكومة غواتيمالا مشاورات عامة، وعلى الفور، دعت المحكمة الانتخابية العليا إلى إجراء استفتاء يوم الأحد 15 أبريل 2018.
هناك حوالي 7.5 مليون شخص مسجلين للاستفتاء. لم يُسمح لأفراد القوات المسلحة (القوات الجوية والجيش والبحرية) والأشخاص المسجونين والغواتيماليين المقيمين في الخارج بالتصويت.

### موضوع الاستفتاء
تم طرح سؤال الاستفتاء: «هل توافق على أن أي دعوى قانونية من غواتيمالا ضد بليز فيما يتعلق بالأراضي والجزر وأي مناطق بحرية تتعلق بهذه الأراضي يجب أن تقدم إلى محكمة العدل الدولية للتسوية النهائية وبأن تقرر وأخيرا حدود المناطق ومناطق الأطراف المعنية؟».
| بالعربية  | هل توافق على أن أي مطالبة قانونية من غواتيمالا ضد بليز تتعلق بالأراضي والأراضي المنعزلة وأي مناطق بحرية تتعلق بهذه الأراضي يجب أن تقدم إلى محكمة العدل الدولية للتسوية النهائية وأن تحدد أخيرًا حدود المناطق المعنية ومجالات الأحزاب؟ |
| الأسبانية | ¿Está de acuerdo que cualquier reclamo legal de Guatemala en contra de Belice sobre territorios continentales e insulares y cualesquiera áreas marítimas correspondientes a dichos territorios sea sometido a la Corte Internacional de Justicia para su resolución definitiva y que esta determine las fronteras de los respectivos territorios y áreas de las partes? |

## النتائج
| الخيارات                    | الأصوات | النسبة% |
| --------------------------- | ------- | ------- |
| نعم                         | 1780530 | 95.88   |
| لا                          | 76602   | 4.12    |
| غير صالح / فارغة            | 147597  | -       |
| مجموع                       | 2004729 | 100     |
| الناخبين المسجلين / الاقبال | 7522920 | 26.65   |
| المصدر: بورصة طوكيو         |         |         |

| \| Vote share \| Vote share \| Vote share \| Vote share \| Vote share \| \| ---------- \| ---------- \| ---------- \| ---------- \| ---------- \| \| \| \| \| \| \| \| Yes \| Yes \| \| 95.88% \| 95.88% \| \| No \| No \| \| 4.12% \| 4.12% \| |     |  |        |        |
| Vote share |     |  |        |        |
| |     |  |        |        |
| Yes | Yes |  | 95.88% | 95.88% |
| No | No  |  | 4.12%  | 4.12%  |

## روابط خارجية
- المحكمة العليا الانتخابية (بالإسبانية)